# NGC 670
NGC 670 ist eine linsenförmige Radiogalaxie im Sternbild Dreieck am Nordsternhimmel. Sie ist schätzungsweise 171 Millionen Lichtjahre von der Milchstraße entfernt und hat einen Durchmesser von etwa 65.000 Lichtjahren. Vom Sonnensystem aus entfernt sich das Objekt mit einer errechneten Radialgeschwindigkeit von näherungsweise 3.700 Kilometern pro Sekunde.
Gemeinsam mit NGC 684, und IC 1731 bildet sie das Galaxientrio LGG 32. Im selben Himmelsareal befinden sich unter anderem die Galaxien NGC 672, PGC 1829400, PGC 2816288, PGC 3089278.
Das Objekt wurde am 26. Oktober 1786 von dem deutsch-britischen Astronomen Friedrich Wilhelm Herschel entdeckt.